# ФК Заглембје Сосновјец
ФК Заглембје Сосновјец је пољски фудбалски клуб из Сосновјеца, на југу Пољске. Основан је 1906. и игра на Стадиону народа, који прима највише 7 500 посетилаца. Боје су бела, црвена и зелена. Због корупционе афере испадају у трећу лигу, где ће играти од ове сезоне.

## Стадион
Отворен је 1946. године. Први меч на њему је био против ФК Гвардија Бидгошч. Има осветљење и 7 500 места. Цене за карту су од 5 до 15 злота.

## Успеси
- Друго место у Екстракласи: 4 пута (1955, 1964, 1967, 1972)
- Куп Пољске: 4 пута (1962, 1963, 1977, 1978)

## Заглембје Сосновјец у европским такмичењима
| Сезона  | Такмичење            | Коло   | Држава      | Екипа               | Резултат      |
| ------- | -------------------- | ------ | ----------- | ------------------- | ------------- |
| 1962/63 | Куп победника купова | кв.    | Мађарска    | ФК Ујпешт           | 0-5, 0-0      |
| 1963/64 | Куп победника купова | 1 коло | Грчка       | ФК Олимпијакос      | 1-2, 1-0, 0-2 |
| 1971/72 | Куп победника купова | 1 коло | Шведска     | ФК Отвидаберг       | 3-4, 1-1      |
| 1972/73 | УЕФА куп             | 1 коло | Португалија | ФК Виторија Сетубал | 1-6, 1-0      |
| 1977/78 | Куп победника купова | 1 коло | Грчка       | ФК ПАОК             | 0-2, 0-2      |
| 1978/79 | Куп победника купова | 1 коло | Аустрија    | ФК Сваровски        | 2-3, 1-1      |

## Састав екипе
| Бр. |         | Позиција | Играч               |
| --- | ------- | -------- | ------------------- |
|     | Њемачка | Г        | Рафал Франке        |
|     | Пољска  | Н        | Бартош Муц          |
|     | Пољска  | С        | Мацеј Гостомски     |
|     | Пољска  | С        | Адриан Галушка      |
|     | Пољска  | С        | Адриан Марек        |
|     | Пољска  | О        | Рафал Берлински     |
|     | Пољска  | С        | Адриан Пајончковски |
|     | Пољска  | С        | Павел Цигнар        |
|     | Пољска  | Н        | Давид Рундак        |
|     | Пољска  | О        | Пјотр Волни         |
|     | Пољска  | О        | Томаш Шатан         |
|     | Пољска  | Г        | Рафал Балечки       |

| Бр. |          | Позиција | Играч              |
| --- | -------- | -------- | ------------------ |
|     | Пољска   | О        | Павел Смолка       |
|     | Пољска   | О        | Пјотр Смолек       |
|     | Словачка | С        | Павол Хуштава      |
|     | Пољска   | О        | Данијел Неђелински |